# 박동은
박동은(朴東銀, 1935년 11월 13일 ~)은 대한민국의 언론인이자 유니세프 한국위원회 사무총장이다. 숙명여자대학교 영어영문학과를 졸업하고 오리건 대학교 대학원에서 신문학 석사 학위를 받았다. 

## 경력
1959년 동아일보에 기자로 입사하여 미국으로 유학을 가기 위해 1968년 퇴사하였다. 유학에서 돌아와 1972년에 성균관대학교에 출강하였고 1975년에 숙명여자대학교에서 시사 영어를 강의하였다. 1976년부터 1988년까지 대한가족계획협회 홍보부장으로 재임하였다. 1988년 유니세프 대외담당관이 되었고 1993년 유니세프 한국위원회 사무총장으로 임명되었다.

## 수상 내역
- 국민훈장 석류장 (1982년)
- 국제가족계획연맹 자원 개발 부문 창의상 (1986년)
- 제2회 세계 가정의 날 국무총리 표창 (1995년)
- 제1회 한국여성지도자상 대상 (2003년)
- 올해의 숙명인상 (2003년)

## 같이 보기
- 국제연합아동기금(유니세프)